# عام البون
عام البون هو العام الممتد ما بين 1944 إلى 1945 والذي عانى من خلاله سكان المغرب من المجاعة والأوبئة نتيجة الجفاف وإجراءات فرضتها الحماية الفرنسية على توزيع وشراء المواد الغذائية الأساسية.

## التسمية
تسمية عام البون مأخوذة من كلمة "Bon" وهي كلمة فرنسية تعني صالح لي. وكان البون يطلق على ورقة السماح (صالحة ل) لشراء الغذاء والتي فرضها الفرنسيون في المغرب. سمي العام كذلك بأسماء كثيرة مثل عام الجوع وعام القحط وعام بوهيوف وعام خمسة وأربعين.

## المجاعة وأسبابها
عانت فرنسا خلال الحرب العالمية الثانية وأصبحت بعض المستعمرات ومن بينها المغرب الجبهة الخلفية للحرب حيث كان ينتج كل ما تحتاجه فرنسا كالمواد الغذائية ومعدنية. يتم تصدير هذة المواد لتغطية الخصاص الحاصل في فرنسا من جراء الحرب. مما أدى إلى فرض سلطات الحماية الفرنسية على المغاربة مجموعة من الإجراءات والقوانين حول توزيع وشراء المواد الغذائية الأساسية. ضرب المنطقة خلال هذة الفترة جفاف كبير نتج عن غياب الأمطار لسنوات مما أدى إلى قلة المواد الغذائية الأساسية كالقمح والدقيق والزيت والبيض والسكر والشاي والخضر.
كانت النتيجة مجاعة طالت شريحة واسعة من المغاربة الذين أوجدوا وجبات من النباتات والأعشاب والحشائش لقهر الجوع. كما أقبل المغاربة أيضًا على البلوط والخروب، واضطروا لصيد وأكل الجراد. كما نتج عن المجاعة العديد من الأمراض المرتبطة بالجوع وقلة النظافة مثل مرض السل وداء الحصبة والزهري. كما عانت الدول المجاورة من مجاعات مشابهة كأجزاء من الجزائر.

## الخلفية التاريخية
في عام 1940، وخلال الحرب العالمية الثانية اجتاحت القوات الألمانية النازية فرنسا لتقسمها إلى قسمين شمالي وجنوبي. أصبح الشمال الفرنسي خاضعا لألمانيا النازية بشكل مُباشر، على حين سيطرت حكومة فيشي على القسم الجنوبي من فرنسا. أدى هذا الوضع إلى تدهور الأوضاع الاقتصادية لفرنسا والعجز عن توفير مؤونة الحرب ونقص السلع الغذائية فلجأت الحكومة الفرنسية إلى تعويض هذا النقص بمصادرة المحاصيل الزراعية والمنتجات والسلع الغذائية من مُستعمراتها ونقلها إلى فرنسا لتسخيرها لصالح المجهود الحربي مع فرض سياسات التقشف داخل مُستعمراتها واتباع قوانين صارمة لتوزيع الغذاء. ففي المغرب، سمحت حكومة الاستعمار الفرنسي للعائلات المغربية بالحصول على حصة مُحددة من المواد والسلع الغذائية لكل عائلة يتم ابتياعها فقط من خلال قسائم شراء أو أذونات صرف أو "بونات" مخصصة. لم تكن هذه الحصص تكفي احتياجات المغاربة. كانت السلطات الفرنسية قد قسمت المغرب إلى مناطق عسكرية وأخرى مدنية، وكانت المناطق المدنية هي تلك التي أخضعتها السلطات الفرنسية واستطاعت السيطرة عليها بشكل كامل على حين كانت المناطق العسكريّة هي الأجزاء التي ظل الفرنسيون يلاقون فيها مقاومة مستمرة من الأهالي، وقد كانت المناطق العسكرية هي الأقل حظا من غيرها في حصة الغذاء التي حددتها السلطات الفرنسية للعائلة الواحدة. ولم تقف الممارسات المجحفة من حكومة الاستعمار عند هذا الحد بل طالبت المغاربة بدفع التبرعات لدعم الجيش الفرنسي في حربه لتحرير بلاده، وحثت خطباء المساجد في المغرب على حث المغاربة على التضحية من أجل تحرير فرنسا.
أخذت السلع والمواد الغذائية في المغرب تتناقص شيئا فشيئا بسبب توجيهها لسد احتياجات الفرنسيين وحرمان الجانب المغربي منها، وتزعم بعض المصادر التاريخية حدوث موجة جفاف خلال ذلك العام، على حين تنفي مصادر تاريخية أخرى تلك الرواية مثلما جاء في كتاب «المغرب من ليوطي إلى محمد الخامس» للمؤرخ الفرنسي دانيال ريفيت، والذي استشهد بدراسات جيولوجية أكدت أن المطر تساقط في ذلك العام بمُعدلات قياسية. اضطر الكثير من الفلاحين المغاربة إلى بيع أراضيهم وماشيتهم التي لم تعد تجد ما تأكله بأثمان بخسة للحصول على الغذاء وهجرة الريف والنزوح إلى المدن. حاولت الإدارة الاستعمارية الفرنسية الحد من ذلك النزوح بإقرار قانون الملك العالي، والذي فرض على الفلاحين الاحتفاظ بمساحة محددة بلغت 7 هكتارات من الأراضي الزراعية لا يسمح ببيعها أو رهنها، ولكن مع تردي الأحوال الاقتصادية ونفوق الحيوانات بفعل الجوع لم يجد الفلاح من الماشية ما يساعده على الاستمرار في حرث الأرض وزراعتها.  وبعد تناقص اللحم والخضر والحبوب، لم يكن أمام المغاربة سوى استهلاك الحشائش والنباتات غير الصالحة للأكل مثل البلوط والخروب لسد جوعهم، وكان من بين تلك النباتات نبتة اليرني أو البطاطا البلدية، وهي نبتة سامة كانوا يجففون جذورها ويطحنونها لصنع الطحين اخبزهم. كان المغاربة خلال تلك المجاعة يقتاتون على الجراد ويذبحون أيضًا الكلاب والحمير والقطط والقنافذ واللقالق لالتهام لحمها، وقد بلغ الفقر المدقع وسوء الأحوال الاقتصادية بالمغاربة إلى حد قيام البعض بنبش قبور الموتى وسرقة الأكفان وارتدائها. تفاقمت الأوضاع وازدادت سوءًا كنتيجة للفقر الشديد وسوء التغذية، فانتشرت بين المغاربة الأوبئة والأمراض كالتيفوس الذي أصاب في ذلك العام قرابة 8168 حالة، والطاعون الذي سجلت في عام البون 800 حالة مصابة به، بالإضافة إلى وباء الحمى الراجعة الذي انتقل إلى المغرب عبر حدودها الشرقية ليصيب أكثر من 26 ألف شخص.

## النتائج
خلف عام المجاعة أو عام البون في المغرب ما لا يقل عن 49 ألف قتيل وفقًا للأرقام التي كشف عنها تقرير إدارة الصحة العمومية التابعة للإدارة الاستعمارية الفرنسية آنذاك، والتي يبدو أنها حاولت إخفاء الأرقام الحقيقية للقتلى. شككت العديد من المصادر التاريخية في صدق هذه الأرقام حتى أن إحدى الدراسات التاريخية قدرت ضحايا عام البون في المغرب والجزائر بنحو 300 ألف قتيل أودى بحياتهم الجوع وانتشار الأمراض والأوبئة الناجمة عن سوء التغذية وقلة النظافة بسبب الجفاف. كما أجبرت المجاعة عشرات الآلاف من المغاربة والجزائريين على النزوح من قراهم الأكثر تضررا، وخاصة بمنطقة الريف والريف الشرقي في المغرب، إلى المدن ويذكر أن مدينة الدار البيضاء استقبلت وحدها ما يقرب من 100 ألف نارح خلال الأربع شهور الأولى للمجاعة.